# Alexia Creusen
Alexia Creusen, née en 1975 à Liège, est une artiste plasticienne, historienne de l'art et professeure à l'école supérieure des arts Saint-Luc de Liège à Liège. Ses supports sont le textile, la céramique, le dessin et l'impression tandis que ses recherches se portent notamment sur les femmes artistes belges.

## Formation
Alexia Creusen entreprend des études en histoire de l'art à l'université de Liège, dont elle sort diplômée en 1998. Son mémoire de fin d'études porte sur la Sculpture civile urbaine à Liège de 1830 à 1940. En parallèle elle suit des cours de dessin et de peinture à Saint-Luc à Liège, puis des cours de sculpture textile à l'Académie des  beaux-arts de Liège. Par la suite, elle entame une thèse de doctorat, sous la direction de Jean-Patrick Duchesne, intitulée Femmes artistes en Belgique au XIXe siècle et au début du XXe, qui sera terminée en 2003. Ce sujet réapparait dans plusieurs de ses recherches postérieures. Par la suite elle devient enseignante à l'école supérieure des arts Saint-Luc de Liège et supervise des mémoires.

## Recherches et publications
À la suite de ses recherches académiques, Alexia Creusen continue ses recherches sur les femmes artistes et l'art dans l'espace public en Belgique. D'une part, elle contribue à des ouvrages collectifs sur l'histoire des femmes comme le Dictionnaire des Femmes belges et l'Encyclopédie d'Histoire des Femmes belges, sous la direction des historiennes Eliane Gubin et Catherine Jacques. D'autre part elle publie des ouvrages en son nom. En 2005, elle coordonne le n°24 de la revue Art&Fact, nommé Femmes et Création.

### Prix et distinctions
En 2008, Alexia Creusen remporte le prix Léon Halkin pour son ouvrage Femmes Artistes en Belgique, XIXe et début XXe siècle, publié aux éditions de l'Harmattan.

## Pratique artistique
Artiste plasticienne depuis 2008, Alexia Creusen travaille avec de multiples supports, sous forme d'installations ou de représentations graphiques. Elle a produit des œuvres textiles, notamment avec le Texlab à l'école supérieure des arts Saint-Luc de Liège à Liège, exposées à l'été 2020 dans l'exposition "Déplacements/La petite Anya". Avant cela, elle a surtout participé à des expositions collectives.
En 2018, elle est récompensée du Prix de la Création de la Ville de Liège.

## Sources et références
1. 1 2 3  « alexia creusen , visual arts, alcea rosea », sur www.alexiacreusen.be (consulté le 6 mars 2021).
2. 1 2 3  Eliane Gubin, Catherine Jacques, et al., Encyclopédie d'histoire des Femmes : Belgique, XIXe – XXe siècles, Bruxelles, Editions Racine, 2018, 655 p. (ISBN 978-2-39025-052-4).
3. ↑  Alexia Creusen, La Sculpture civile urbaine à Liège de 1830 à 1940, Mémoire de fin d'études à l'Université de Liège, 1998.
4. 1 2  « Déplacements / La petite Anya — une exposition d’Alexia Creusen | École supérieure des arts - Saint-Luc Liège », 8 juin 2020 (consulté le 6 mars 2021)
5. ↑  Alexia Creusen, Femmes artistes en Belgique au XIXe siècle et au début du XXe, thèse de doctorat à l'Université de Liège sous la direction de J-P. Duchesne, 2003.
6. 1 2 3  « Alexia Creusen - Biographie, publications (livres, articles) », sur www.editions-harmattan.fr (consulté le 6 mars 2021)